# Martina Rowold
Martina Rowold (* 2. August 1996) ist eine deutsche Naturbahnrodlerin. Sie startet seit 2012 im Weltcup.

## Karriere
Rowold, die für den Rodelclub Rottach-Egern fährt, nahm in der Saison 2010/2011 erstmals an Rennen im Intercontinentalcup teil und siegte im selben Winter bei den Deutschen Meisterschaften in ihrer Altersklasse Juniorinnen I. Bei der Junioreneuropameisterschaft 2011 in Laas kam sie aber nur auf den zwölften Platz unter 15 gewerteten Rodlerinnen. Im nächsten Jahr erreichte sie bei der Juniorenweltmeisterschaft 2012 in Latsch den neunten Rang, womit sie bereits mehr als die Hälfte des Starterfeldes hinter sich ließ und zum zweiten Mal beste deutsche Juniorin war. In der Saison 2011/2012 nahm Rowold auch erstmals an zwei Weltcuprennen teil. Sie startete beim Auftaktrennen in Latzfons und beim Weltcupfinale in Umhausen, kam aber jeweils nur als Letzte ins Ziel. Im Gesamtweltcup belegte sie unter insgesamt 31 Rodlerinnen, die in diesem Winter Weltcuppunkte gewannen, den 23. Platz.

## Erfolge

### Juniorenweltmeisterschaften
- Latsch 2012: 9. Einsitzer

### Junioreneuropameisterschaften
- Laas 2011: 12. Einsitzer

### Weltcup
- 1 Platzierung unter den besten 15